# Tyreke Evans
Pour les articles homonymes, voir Evans.
Tyreke Evans, né le 19 septembre 1989 à Chester en Pennsylvanie, est un joueur américain de basket-ball évoluant au poste de meneur ou d'arrière.
Après une année en National Collegiate Athletic Association (NCAA) chez les Tigers de Memphis, il est sélectionné au 4e choix de la draft 2009 de la NBA par les Kings de Sacramento. Il est désigné rookie de l'année pour la saison NBA 2009-2010.

## Carrière sportive

### NCAA
Après avoir considéré des offres de l'université du Texas et de l'université Villanova, Evans annonce en avril 2008 qu'il jouera pour les Tigers de l'université de Memphis. Au début de la saison, il éprouve des difficultés à effectuer la transition entre le poste d'ailier, qu'il occupait au lycée, et le poste d'arrière. Lors du onzième match de la saison, son entraîneur John Calipari le positionne en meneur et l'équipe ne perd plus pendant 26 matchs. Il est nommé 9 fois Rookie of the Week de la Conference USA pendant la saison régulière. En phase finale, son équipe est éliminée en huitième de finale du tournoi NCAA par les Tigers du Missouri, dans ce qui est le dernier match de sa carrière universitaire.

### NBA

#### Kings de Sacramento (2009-2013)
Le 31 mars 2009, Evans se déclare éligible à la draft de la NBA. Le 25 juin 2009, il est sélectionné par les Kings de Sacramento en 4e position.
Le 1er décembre 2009, il est élu Western Conference Rookie of the month (meilleur débutant du mois à l'ouest) ; de même le 4 janvier 2010.
Le 12 février 2010, il est élu MVP du Rookie Challenge avec 26 points (11/15 au tir), 6 rebonds, 5 passes décisives et 5 interceptions. À la remise de trophée, il déclare vouloir partager celui-ci avec DeJuan Blair qui a réalisé une performance de 23 rebonds et 22 points.
À l'issue de la phase régulière de sa première saison, il devient le quatrième joueur de l'histoire de la NBA à terminer sa saison de rookie avec au moins 20 points, 5 passes et 5 rebonds par match.
Après cette saison statistique exceptionnelle, il devient NBA Rookie of the Year le 29 avril 2010. Sur les 123 votants, il obtient 67 premières places pour un total de 491 points. Il devance Stephen Curry des Warriors de Golden State et Brandon Jennings des Bucks de Milwaukee.
Le 24 novembre 2011, il signe avec la Virtus Roma en Italie pour la saison 2011-2012, le contrat inclut une clause de retour en NBA. En décembre 2011, il retourne chez les Kings à la fin du lock-out NBA avant même d'avoir disputé un match avec le club italien.

#### Pelicans de La Nouvelle-Orléans(2013-fév. 2017)

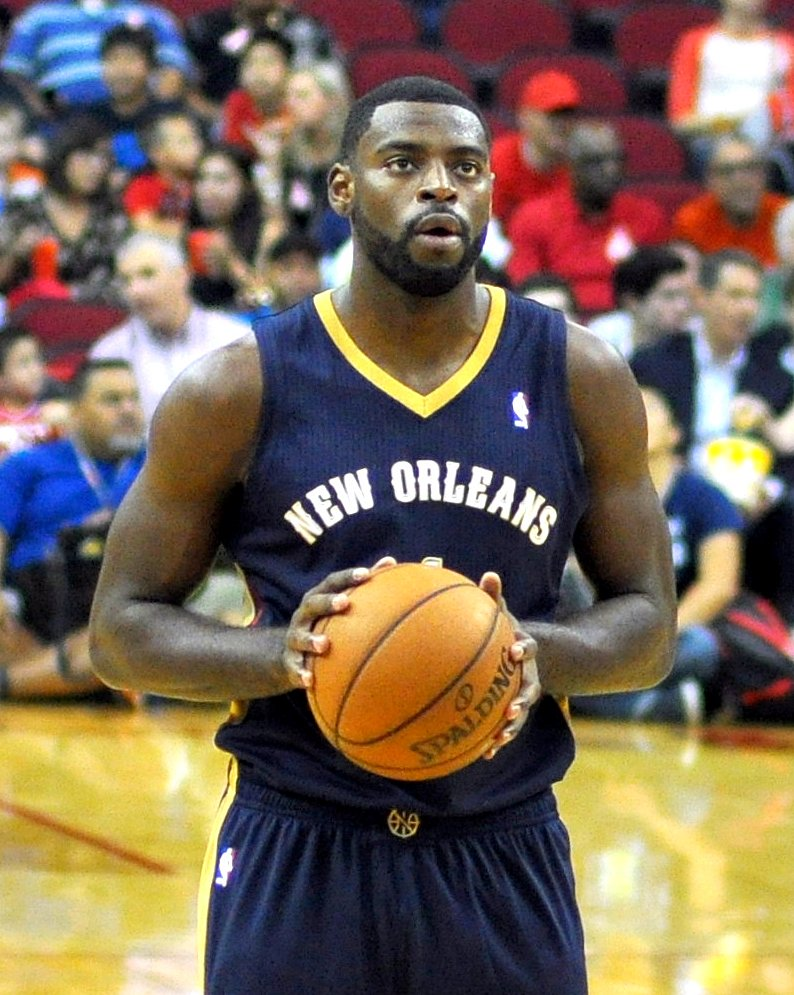
Evans sous le maillot des Pelicans

Le 10 juillet 2013, il est transféré aux Pelicans de La Nouvelle-Orléans dans un échange incluant trois équipes. L'accord envoie Robin Lopez aux Trail Blazers de Portland et Greivis Vásquez aux Kings.
Le 30 décembre 2013, il marque le tir de la victoire alors qu'il reste 1,2 seconde à jouer dans le match contre les Trail Blazers de Portland. Le 14 avril 2014, il établit son record de points en carrière avec 41 unités dans la victoire des siens 101 à 89 contre le Thunder d'Oklahoma City.

#### Retour aux Kings de Sacramento (fév. 2017-juillet 2017)
Le 20 février 2017, il est échangé, avec Buddy Hield et Langston Galloway ainsi que deux tours de draft 2017, aux Kings de Sacramento contre DeMarcus Cousins et Omri Casspi. Tyreke Evans retrouve donc la franchise qui l'a drafté,,.

#### Grizzlies de Memphis (2017-2018)
Le 10 juillet 2017, Tyreke Evans signe avec les Grizzlies de Memphis pour un contrat d'un an et 3,3 millions de dollars.

#### Pacers de l'Indiana (2018-2019)
Le 3 juillet 2018, il signe avec les Pacers de l'Indiana pour un contrat de 12 millions de dollars sur un an.

#### Suspension (mai 2019-fév. 2022)
Le vendredi 17 mai 2019, la NBA annonce la suspension de Tyreke Evans pour cause de violations de la règle antidopage. Il est donc suspendu pendant 2 ans et ne pourra rejouer qu'en 2021.

#### Fin de la suspension (Fév. 2022-)
En février 2022, Tyreke Evans a terminé de purger sa suspension et peut donc revenir à la compétition. Le 16 mars 2022, il signe en G-League avec les Herd du Wisconsin  mais il est coupé le 23 mars 2022 après avoir disputé seulement 2 matches pour un bilan par match de 8 points, 2,5 passes et 2 rebonds.
Au mois de mars 2022, il est mis à l'essai par les Warriors de Golden State et les Bucks de Milwaukee mais il n'est pas signé. Au mois de juin 2022, il est de nouveau mis à l'essai par les Warriors et par les Nets de Brooklyn mais il n'est pas retenu.

## Statistiques

### Universitaires
| Saison    | Équipe  | Matchs | Titul. | Min./m | % Tir | % 3pts | % LF | Rbds/m. | Pass/m. | Int/m. | Ctr/m. | Pts/m. |
| --------- | ------- | ------ | ------ | ------ | ----- | ------ | ---- | ------- | ------- | ------ | ------ | ------ |
| 2008-2009 | Memphis | 37     | 34     | 29,0   | 45,5  | 27,4   | 71,1 | 5,35    | 3,86    | 2,08   | 0,78   | 17,08  |

### Professionnelles

#### Saison régulière
Légende :
| Recrue/rookie de la saison |

gras = ses meilleures performances
| Saison     | Équipe              | Matchs | Titul. | Min./m | % Tir | % 3pts | % LF | Rbds/m. | Pass/m. | Int/m. | Ctr/m. | Pts/m. |
| ---------- | ------------------- | ------ | ------ | ------ | ----- | ------ | ---- | ------- | ------- | ------ | ------ | ------ |
| 2009-2010  | Sacramento          | 72     | 72     | 37,2   | 45,8  | 25,5   | 74,8 | 5,28    | 5,75    | 1,51   | 0,36   | 20,14  |
| 2010-2011  | Sacramento          | 57     | 53     | 37,0   | 40,9  | 29,1   | 77,1 | 4,82    | 5,60    | 1,49   | 0,53   | 17,75  |
| 2011-2012* | Sacramento          | 63     | 61     | 34,3   | 45,3  | 20,2   | 77,9 | 4,59    | 4,49    | 1,33   | 0,46   | 16,46  |
| 2012-2013  | Sacramento          | 65     | 61     | 31,0   | 47,8  | 33,8   | 77,5 | 4,42    | 3,51    | 1,38   | 0,42   | 15,18  |
| 2013-2014  | La Nouvelle-Orléans | 72     | 22     | 28,2   | 43,6  | 22,&   | 77,1 | 4,74    | 5,04    | 1,17   | 0,29   | 14,47  |
| 2014-2015  | La Nouvelle-Orléans | 79     | 76     | 34,0   | 44,7  | 30,4   | 69,4 | 5,27    | 6,59    | 1,27   | 0,47   | 16,62  |
| 2015-2016  | La Nouvelle-Orléans | 25     | 25     | 30,6   | 43,3  | 38,8   | 79,6 | 5,16    | 6,56    | 1,28   | 0,32   | 15,16  |
| 2016-2017  | La Nouvelle-Orléans | 26     | 0      | 18,2   | 40,1  | 30,0   | 77,6 | 3,31    | 3,50    | 0,88   | 0,12   | 9,54   |
| 2016-2017  | Sacramento          | 14     | 6      | 22,5   | 41,3  | 43,8   | 70,6 | 3,64    | 2,36    | 0,86   | 0,36   | 11,64  |
| 2017-2018  | Memphis             | 52     | 32     | 30,9   | 45,2  | 39,9   | 78,5 | 5,10    | 5,17    | 1,10   | 0,33   | 19,42  |
| 2018-2019  | Indiana             | 69     | 18     | 20,3   | 38,9  | 35,6   | 71,9 | 2,91    | 2,41    | 0,84   | 0,26   | 10,23  |
| Total      |                     | 594    | 426    | 30,7   | 44,0  | 32,3   | 75,7 | 4,58    | 4,80    | 1,24   | 0,37   | 15,74  |

Note: * Cette saison a été réduite de 82 à 66 matchs en raison du Lock out.

Dernière modification le 20 février 2017

#### Playoffs
| Saison | Équipe              | Matchs | Titul. | Min./m | % Tir | % 3pts | % LF | Rbds/m. | Pass/m. | Int/m. | Ctr/m. | Pts/m. |
| ------ | ------------------- | ------ | ------ | ------ | ----- | ------ | ---- | ------- | ------- | ------ | ------ | ------ |
| 2015   | La Nouvelle-Orléans | 4      | 4      | 31,3   | 32,6  | 18,2   | 58,8 | 5,00    | 5,00    | 1,25   | 0,25   | 10,00  |
| 2019   | Indiana             | 4      | 0      | 21,0   | 43,8  | 55,0   | 57,1 | 4,25    | 0,75    | 0,50   | 0,25   | 15,25  |
| Total  |                     | 8      | 4      | 26,1   | 38,5  | 41,9   | 58,1 | 4,62    | 2,88    | 0,88   | 0,25   | 12,62  |

Dernière mise à jour le 20 juin 2016

## Records personnels sur une rencontre en NBA
Les records personnels de Tyreke Evans, officiellement recensés par la NBA, sont les suivants :
| Type de statistique        | Saison régulière | Saison régulière           | Saison régulière |
| Type de statistique        | Record           | Adversaire                 | Date             |
| -------------------------- | ---------------- | -------------------------- | ---------------- |
| Points                     | 41               | Thunder d'Oklahoma City    | 14 avril 2014    |
| Paniers marqués            | 14               | 3 fois                     |                  |
| Paniers tentés             | 29               | @ Warriors de Golden State | 21 janvier 2011  |
| Paniers à 3 points réussis | 4                | Suns de Phoenix            | 8 mars 2013      |
| Paniers à 3 points tentés  | 7                | 3 fois                     |                  |
| Lancers francs réussis     | 16               | @ Jazz de l'Utah           | 7 novembre 2009  |
| Lancers francs tentés      | 19               | @ Jazz de l'Utah           | 7 novembre 2009  |
| Rebonds offensifs          | 4                | 4 fois                     |                  |
| Rebonds défensifs          | 11               | @ Pacers de l'Indiana      | 23 décembre 2014 |
| Rebonds totaux             | 13               | @ Clippers de Los Angeles  | 18 décembre 2013 |
| Passes décisives           | 15               | Jazz de l'Utah             | 28 mars 2014     |
| Interceptions              | 6                | @ Rockets de Houston       | 26 mars 2012     |
| Contres                    | 3                | 7 fois                     |                  |
| Balles perdues             | 8                | Bucks de Milwaukee         | 19 mars 2010     |
| Minutes jouées             | 48               | 2 fois                     |                  |

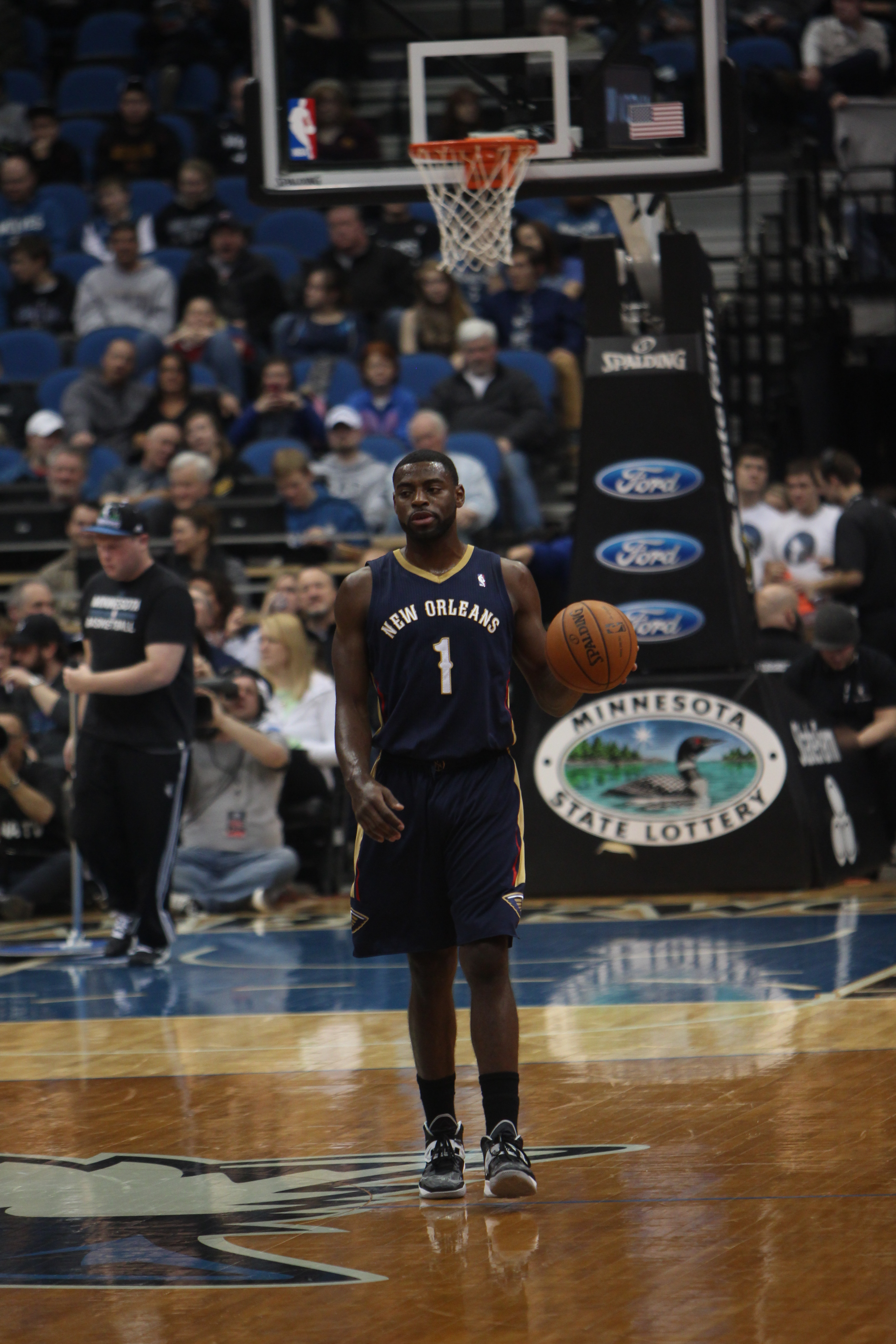
Evans en janvier 2014

- Double-double : 42 (dont 7 sur la saison en cours) (au 14/11/2014).
- Triple-double : 2

Il établit son record de points en carrière le 14 avril 2014 avec 41 points où il frôle le triple-double avec 9 rebonds et 8 passes. Cette performance est réalisée lors d'une victoire face au Thunder d'Oklahoma City sur le score de 101 à 89.
Il est l'un des cinq seuls joueurs de l'histoire de la NBA avec Michael Jordan, LeBron James, Oscar Robertson et Luka Dončić à avoir réalisé plus de 20 points, 5 rebonds et 5 passes lors de sa première année en NBA.

## Palmarès
- NBA Rookie of the Year (meilleur débutant de l'année) en 2010[2].
- NBA All-Rookie First Team (1re équipe type des rookies) en 2010.
- Élu MVP du Rookie Challenge (meilleur joueur du rookie challenge) en 2010.
- Conference USA Freshman of the Year en 2009.
- First-team All-Conference USA en 2009.
- Conference USA Tournament MVP en 2009.
- McDonald's All-American MVP en 2008.